# Virginia Field

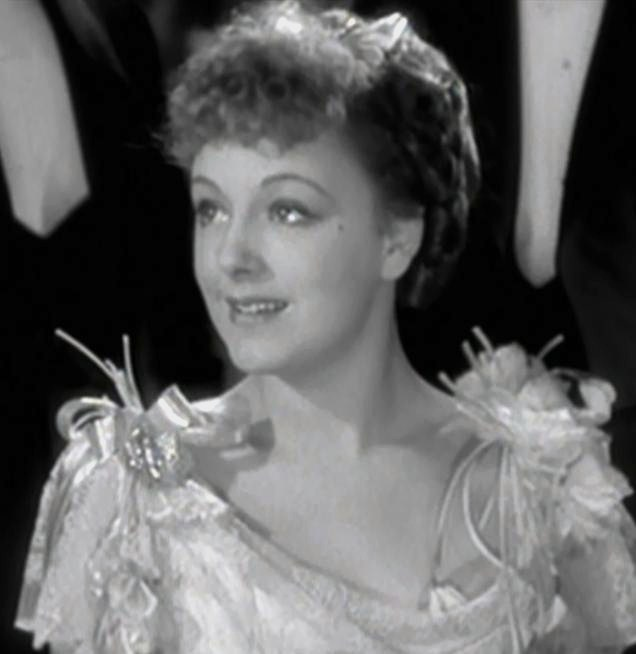
Virginia Field.

Virginia Field, född 4 november 1917 i London, England, död 2 januari 1992 i Palm Desert, Kalifornien, var en skådespelare. Fields kändaste filmroll är den som Kitty, karaktären Myras vän i Dimmornas bro 1940.
Field har en stjärna på Hollywood Walk of Fame vid adressen 1751 Vine Street.

## Filmografi, urval
- 1936 – Lille lorden
- 1937 – Charlie Chan i Monte Carlo
- 1940 – Dimmornas bro
- 1943 – Den rödhåriga går på jakt
- 1947 – Kvinnan utan alibi
- 1947 – Kärleksgnabb
- 1947 – Ödets natt
- 1949 – En yankee vid kung Arthurs hov